# Arent Lemvigh-Müller
Ernst Arent Bülow Lemvigh-Müller (født 2. maj 1899 i Holte, død 11. december 1974) var en dansk forfatter, oversætter, boghandler, publicist og redaktør af en række nationalsocialistiske tidsskrifter. Han var gift med finlænderen Esther Sigrid Mathilde Eleonora Björkenheim (1902-1993).

## Liv
Arent Lemvigh-Müller blev født i Holte den 2 maj 1899 i en højborgerlig familie. Faderen var grosserer og ejer af kornfirmaet Ernst Lemvigh-Müller & Co. Hans farbror var stifter af stål- og teknikgrossist firmaet Lemvigh-Müller. Farmoderen var af adelsslægten von Bülow af Plüskow-Aggerupgaard-Bjørnemose.
Arent Lemvigh-Müller blev student på Birkerød Statsskole og siden handelsskoleuddannet. Han har formodentlig ikke levet op til familiens forventninger, da han aldrig blev inddraget i faderens grossist virksomhed, men i sin ungdom ernærede sig som fabriksarbejder.

### Nationalsocialisme
Det er uklart, hvornår Arent Lemvigh-Müller fattede sympati for nationalsocialismen, men fra 1933 var han medlem af Dansk Socialistisk Parti, der var en udbryder af Frits Clausens DNSAP. Dansk Socialistisk Parti (DSP) blev stiftet i 1932 som National Socialistisk Parti. Lederen af partiet var den tidligere leder af DNSAPs Københavnsafdeling Wilfred Petersen. Partiets mål var en national revolution med et diktatorisk samfundsstyre med kongen som overhoved og på et nordisk racegrundlag. DSP opstillede egne stormtropper, Nordiske Legioner. Partiet gennemførte en lang række politiske provokationer, der i mange tilfælde førte til fængselsdomme over partiets medlemmer. Under besættelsen organiserede Wilfred Petersen egne kommandogrupper til at efterforske og bekæmpe den voksende modstandsbevægelse.
Da partiet i slutningen af 1934 ændrede navn til Dansk Socialistisk Parti, oprettedes propagandatjenesten Dansk Socialistisk Presse og Dansk Socialistisk Forlag samt Nordisk aktion. Sidstnævnte med Arent Lemvigh-Müller som leder.
Fra september 1935 til juli 1936 udgav Nordisk aktion gennem Dansk Socialistisk Forlag bladet "Nordiske Stemmer", der udkom i omkring 1000 eksemplarer. De seks første numre med Arent Lemvigh-Müller som redaktør. Sidetallet varierede fra 15 til 69 sider. Hvert hæfte var opbygget om et tema som "Gl. Testamente", "Jødernes Moral", "Principper", "Sandheden om Frimureriet" og "Kampen om Gud". En del af teksterne var oversættelser af fortrinsvis tyske antisemitiske skrifter, ”Jødernes moral” var en oversættelse af det tyske racistiske smædeskrift ”Die Sittenlehre des Juden” af Alfred Roth. Andre af skrifterne var skrevet af Lemvigh-Müller selv.
"Nordiske Stemmer" var ikke det eneste blad, Dansk Socialistisk Presse udgav. "Stormen" var et blad, der var tænkt som et medlemsblad for DNSAPs Københavnsafdeling og Danmarks Nationalsocialistiske Ungdom. Wilfred Petersen tog dette blad med over i sit nye parti, og allerede fra bladets første årgang nr. 2 blev det organ for Wilfred Petersens nazistparti. Bladet og de medfølgende løbesedler til ophængning fremførte aggressive holdninger, både over for det parlamentariske system, og mod Frits Clausens DNSAP, som blev anklaget for at føre en for blød linje, eksempelvis over for jødeproblemet. Andre samfundsundergravende grupper som marxister og frimurere var også mål for angreb. Bladet blev flere gange beslaglagt, og flere redaktører fik fængselsdomme for injurier. Det endte med at justitsministeriet forbød bladet i september 1940.
På grund af den provokatoriske linje skiftede "Stormen" ofte redaktør, og i januar 1938 blev det Arent Lemvigh-Müllers tur. Det blev dog kun til et enkelt nummer. Allerede d. 19. januar blev han sammen med en række andre medlemmer af DSP anklaget og dømt for udbredelse af antisemitiske skrifter. Dommene lød på mellem 20 og 80 dages hæfte for injurier, bagvaskelse og blasfemi. Arent Lemvigh-Müller modtog selv 40 dages hæfte.
I følge retsprotokollen kom de anklagede med antisemitiske tilråb under retssagen. Anklageren mente dog ikke, at der var tale om idealister eller fanatikere, da de kun havde viderebragt andres skriverier i oversættelse. De anklagede havde hævdet, at jøder legitimerende overgreb på unge kvinder på baggrund af indhold i Talmud. Dommeren tillagde, at ingen af dem var kompetente i en teologisk diskussion. Derimod var de ballademagere, der gjorde anslag mod religionsfriheden og pointerede anklageren: jødeforfølgelser er i modstrid med den danske mentalitet. Arent Lemvigh-Müller måtte betale sagens omkostninger og restoplaget af ”Stormen” blev beslaglagt af myndighederne.
Herefter var Arent Lemvigh-Müller færdig med Dansk Socialistisk Parti. Sammen med lederen af Nordisk Aktions kvindegruppe - den tidligere feminist og socialdemokrat Olga Eggers - og flere andre fremtrædende medlemmer af DSP, brød Lemvigh-Müller ud af partiet og blev i marts 1938 medstifter af Nordisk Front. Deres begrundelsen “manglende tillid til de politiske Førere tvinger Folket til selv at tage Haand i Hanke, til atter at overdrage Magten til sig selv. Det er tvingende nødvendigt, at vi alle nu underordner os det store Maal: Nordens Enhed og Styrke, Folkets Lykke og Sikkerhed”. Nordisk Front eksisterede ikke længe, da det ikke lykkedes at fravriste DSP flere medlemmer. Frontens blad, "Kampen for Nordisk Front", nåede kun at udkomme to gange. Begge gange med Lemvigh-Müller som redaktør.
Herefter gik udbryderne hver til sit. Arent Lemvigh-Müller blev repræsentant for to tyske blade. Det ene "Berliner Börsen-Zeitung" var et erhvervsblad, der også bragte beretninger fra rigsdagen. Det andet "Die Wehrmacht" var et militær- og propagandatidsskrift udgivet af overkommandoen for den tyske hær. Han var også medlem af Dansk-Tysk Forening. I et referat af foreningens bestyrelsesmøde den 13. november 1940 fremgår det, at Lemvigh-Müller havde anmodet om at få tilsendt foreningens medlemsfortegnelse, da han ønskede at udsende to a tre numre af de pågældende blade som akkvisition til foreningens medlemmer. Dette blev dog nægtet ham.

### 2. verdenskrig
I 1940 udgav Arent Lemvigh-Müller også "Vort folk før korset: studier over nordisk kultur og historie før kristendommen" på eget forlag. Bogen havde 127 sider og var det længst skrift han selv havde skrevet. Bogen blev trykt hos Forretningstrykkeriet ”AKA”. I dette skrift udvider Lemvigh-Müller sit semi-hedenske opgør med kristendommen, som han påbegyndte i skriftet ”Kampen om Gud”, i tråd med de mere semi-religiøse dele af nazismen. Det blev senere omsat til praksis gennem hans engagement i Schalburgkorpsets solhvervsfejringer.
I januar 1942 registrerede Arent Lemvigh-Müller firmaet Dansk-Tysk Nationalsocialistisk Forlag og Boghandel på adressen Vester Voldgade 83 i København. Lemvigh-Müller var en af de ivrigste tysksindede annoncører i Boghandler-tidende, men han kæmpede åbenbart med leveringsvanskeligheder. I en annonce i 1942 måtte han meddele de kunder, der hungrede efter tysk litteratur: »Paa Grund af de vanskelige Leveringsforhold i Tyskland er mit Lager af ovennævnte og andre tyske Bøger stærkt begrænset, hvorfor jeg tillader mig at henstille til Boghandlerne allerede nu at afgive Bestillinger, da det sandsynligvis vil være umuligt at faa flere Bøger senere paa Aaret«.
Arent Lemvigh-Müller var dog ikke færdig som redaktør. I juli 1943 blev han ansvarshavende redaktør på Schalburgkorpsets ideologiske blad "Paa Godt Dansk - Maanedsblad for Nordisk Kultur og Politik". Det var en stilling han beholdt til omkring befrielsen i maj 1945. Aktive medlemmer af germanske kamporganisationer kunne abonnere på bladet til halv pris. Tidsskriftet propaganderede for frivillige til Waffen-SS, men bragte for øvrigt mange forskellige artikler skrevet af folk fra forskellige organisationer.

### Efter krigen
Efter krigen holdt Arent Lemvigh-Müller en lav profil. Han fortsatte dog sit firma Dansk-Tysk Nationalsocialistisk Forlag og Boghandel indtil den 25. juli 1952. Arent Lemvigh-Müller døde den 11. december 1974.